# Préty
Préty est une commune française située dans le département de Saône-et-Loire, en région Bourgogne-Franche-Comté.

## Géographie
Idéalement situé à un kilomètre de la Saône en zone non inondable, le  village basait autrefois son économie sur l'élevage et la vigne. De nos jours, les prairies ont laissé la place au maïs, la vigne n'est plus cultivée et les prés sont remplacés par des cultures maraîchères extensives. Ses carrières de calcaire rose, exploitées depuis le Moyen Âge (tours de l'abbaye de Tournus, Hôtel-Dieu de Louhans, Maison des Frères des Écoles chrétiennes devenue l'Hôtel de Ville de Caluire et Cuire dans le Rhône) jusqu'à la dernière guerre mondiale, dans la partie haute du village, cèdent ensuite la place à des bancs argileux, puis aux sables alluviaux du Val de Saône. Depuis 2004, le village est classé village-fleuri deux étoiles.
Bien que située dans la région naturelle de la Bresse, la commune est rattachée à la communauté de communes Mâconnais - Tournugeois.

### Climat
Pour des articles plus généraux, voir Climat de la Bourgogne-Franche-Comté et Climat de Saône-et-Loire.
En 2010, le climat de la commune est de type climat océanique dégradé des plaines du Centre et du Nord, selon une étude du Centre national de la recherche scientifique s'appuyant sur une série de données couvrant la période 1971-2000. En 2020, Météo-France publie une typologie des climats de la France métropolitaine dans laquelle la commune est exposée à un climat semi-continental et est dans la région climatique Bourgogne, vallée de la Saône, caractérisée par un bon ensoleillement (1 900 h/an), un été chaud (18,5 °C), un air sec au printemps et en été et des vents faibles.
Pour la période 1971-2000, la température annuelle moyenne est de 11,5 °C, avec une amplitude thermique annuelle de 18,1 °C. Le cumul annuel moyen de précipitations est de 919 mm, avec 10,6 jours de précipitations en janvier et 7,4 jours en juillet. Pour la période 1991-2020, la température moyenne annuelle observée sur la station météorologique de Météo-France la plus proche, « Romenay », sur la commune de Romenay à 11 km à vol d'oiseau, est de 11,8 °C et le cumul annuel moyen de précipitations est de 983,9 mm. 
La température maximale relevée sur cette station est de 40,7 °C, atteinte le 12 août 2003 ; la température minimale est de −19,5 °C, atteinte le 17 janvier 1985,,.
Les paramètres climatiques de la commune ont été estimés pour le milieu du siècle (2041-2070) selon différents scénarios d'émission de gaz à effet de serre à partir des nouvelles projections climatiques de référence DRIAS-2020. Ils sont consultables sur un site dédié publié par Météo-France en novembre 2022.

## Urbanisme

### Typologie
Au 1er janvier 2024, Préty est catégorisée commune rurale à habitat dispersé, selon la nouvelle grille communale de densité à sept niveaux définie par l'Insee en 2022.
Elle est située hors unité urbaine. Par ailleurs la commune fait partie de l'aire d'attraction de Tournus, dont elle est une commune de la couronne,. Cette aire, qui regroupe 14 communes, est catégorisée dans les aires de moins de 50 000 habitants,.

### Occupation des sols
L'occupation des sols de la commune, telle qu'elle ressort de la base de données européenne d’occupation biophysique des sols Corine Land Cover (CLC), est marquée par l'importance des forêts et milieux semi-naturels (48,9 % en 2018), une proportion sensiblement équivalente à celle de 1990 (48,4 %). La répartition détaillée en 2018 est la suivante : forêts (48,9 %), terres arables (21,5 %), zones agricoles hétérogènes (13,1 %), prairies (9,5 %), zones urbanisées (5,1 %), eaux continentales (2 %). L'évolution de l’occupation des sols de la commune et de ses infrastructures peut être observée sur les différentes représentations cartographiques du territoire : la carte de Cassini (XVIIIe siècle), la carte d'état-major (1820-1866) et les cartes ou photos aériennes de l'IGN pour la période actuelle (1950 à aujourd'hui).

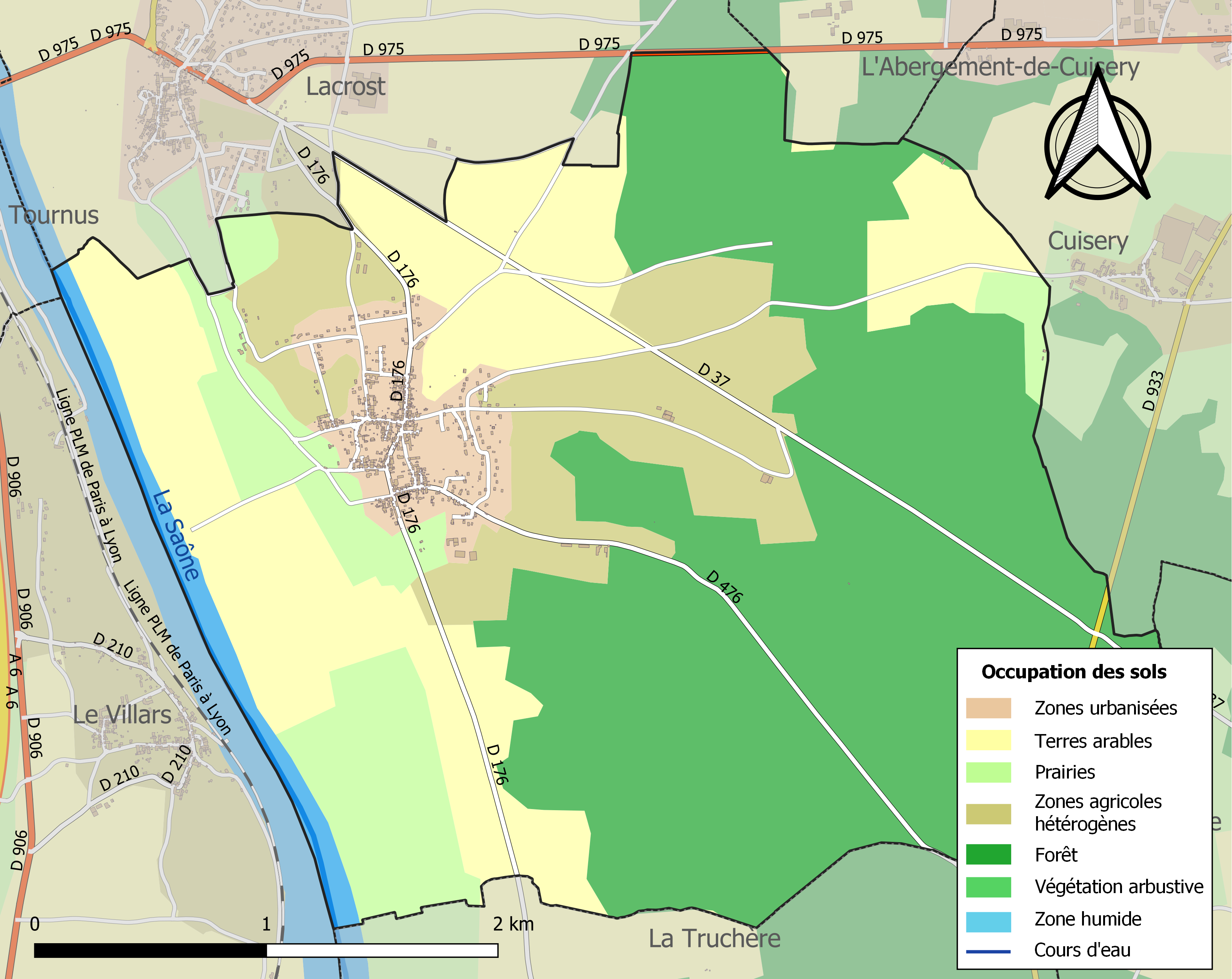
Carte des infrastructures et de l'occupation des sols de la commune en 2018 (CLC).

### Plan local d'urbanisme
L'urbanisme sur les 1 240 hectares du territoire de Préty est régi par un plan local d'urbanisme intercommunal (PLUi), document d’urbanisme dont le territoire d’effet n'est plus la commune mais la communauté de communes, soit vingt-quatre communes membres réparties sur le Haut-Mâconnais et le Tournugeois.
Ce document stratégique traduit les principes d'aménagement du territoire et constitue un outil réglementaire fixant les règles de construction et d'occupation des sols applicables sur le territoire de l'intercommunalité du Mâconnais-Tournugeois, d'où son contenu : un rapport de présentation retraçant le diagnostic du territoire, un projet d’aménagement et de développement durable (PADD) exposant la stratégie intercommunale, des orientations d'aménagement et de programmation (OAP) définissant les conditions d’aménagements de certains quartiers/ilots (cas particuliers), un règlement fixant les règles d’utilisation et de droit des sols ainsi que des annexes (plan de zonage, liste des servitudes, etc.).
Le PLUi du Mâconnais-Tournugeois, fruit d'un processus lancé par la communauté de communes en 2016, a été définitivement adopté par le conseil communautaire le 21 décembre 2023. Il est entré en vigueur le 12 mars 2024.

### Risques naturels et technologiques

#### Risques sismiques
La totalité du territoire de la commune de Préty est située en zone de sismicité n° 2 (sur une échelle de 1 à 5), comme la plupart des communes de son secteur géographique.
| Type de zone | Niveau            | Définitions (bâtiment à risque normal) |
| ------------ | ----------------- | -------------------------------------- |
| Zone 2       | Sismicité modérée | accélération = 0,84 m/s2               |

## Toponymie
Les habitants de Préty sont nommés prétrons et prétronnes.

## Histoire
Le nom de Préty serait dérivé de celui du propriétaire d'une villa romaine : village de Priscius. Ce village était autrefois célèbre pour ses carrières de pierres roses qui furent utilisées dans la construction de nombreux bâtiments anciens de la région, notamment la belle abbaye romane de Tournus.
Le centre du village est d'ailleurs intégralement construit de cette pierre. Si la carrière n'est pas épuisée, elle est en revanche fermée à l'exploitation.
- Époque gauloise et antérieur :

Les premières traces de peuplement remontent à plusieurs siècles avant Jésus-Christ.
- Époque gallo-romaine :

Préty est un important centre d'approvisionnement de Tournus.
- Moyen Âge :

Avant l'an mil, Préty appartenait aux sires de Bâgé (ou Baugé), qui en firent don à l'abbaye Saint-Philibert de Tournus. Préty possède un prieuré dépendant de l'abbaye que se disputent l'abbé de Tournus, les sires de Bresse, puis les ducs de Bourgogne. L'église est détruite puis reconstruite au XVe siècle.
- XIXe siècle :

Par une loi du 9 juillet 1852, le hameau de Lacrost, situé sur les bords de Saône en vis-à-vis de Tournus devient une commune autonome, diminuant de près de la moitié la population du village de Préty.

## Politique et administration

### Tendances politiques et résultats

#### Élections présidentielles
Le village de Préty place en tête à l'issue du premier tour de l'élection présidentielle française de 2017, Emmanuel Macron (LaREM) avec 24,81 % des suffrages. Ainsi que lors du second tour, avec 69,07 %.

#### Élections législatives
Le village de Préty fait partie de la quatrième circonscription de Saône-et-Loire et place lors du 1er tour des élections législatives françaises de 2017 Catherine Gabrelle (LAREM) avec 30,83 % des suffrages. Mais lors du second tour, il s'agit de Cécile Untermaier (PS) qui arrive en tête avec 57,27 % des suffrages.
Lors du 1er tour des élections législatives françaises de 2022, Cécile Untermaier (PS), députée sortante, arrive en tête avec 44,88 % des suffrages comme lors du second tour, avec cette fois-ci, 74,77 % des suffrages.

#### Élections régionales
Le village de Préty place la liste « Notre Région Par Cœur » menée par Marie-Guite Dufay, présidente sortante (PS) en tête, dès le 1er tour des élections régionales de 2021 en Bourgogne-Franche-Comté, avec 31,25 % des suffrages. Lors du second tour, les habitants décideront de placer de nouveau la liste de « Notre Région Par Cœur » menée par Marie-Guite Dufay, présidente sortante (PS) en tête, avec cette fois-ci, près de 56,49 % des suffrages. Devant les autres listes menées par Gilles Platret (LR) en seconde position avec 26,62 %, Denis Thuriot (LaREM), troisième avec 11,04 % et en dernière position celle de Julien Odoul (RN) avec 5,84 %. Il est important de souligner une abstention record lors de ces élections qui n'ont pas épargné le village de Préty avec lors du premier tour 66,45 % d'abstention et au second, 64,91 %.

#### Élections départementales
Le village de Préty fait partie du canton de Tournus. Les électeurs de la ville placent le binôme de Jean-Claude Becousse (DVD) et Colette Beltjens (DVD), en tête, dès le 1er tour des élections départementales de 2021 en Saône-et-Loire avec 50,34 % des suffrages.
Lors du second tour de ces mêmes élections, les habitants décideront de placer de nouveau le binôme Becousse-Beltjens en tête, avec cette fois-ci, près de 54 % des suffrages. Devant l'autre binôme menée par Delphine Dugué (DVG) et Mickaël Maniez (DVG) qui obtient 46 %. Il est important de souligner une abstention record lors de ces élections qui n'ont pas épargné le village de Préty avec lors du premier tour 66,67 % d'abstention et au second, 65,13 %.

### Liste des maires de Préty

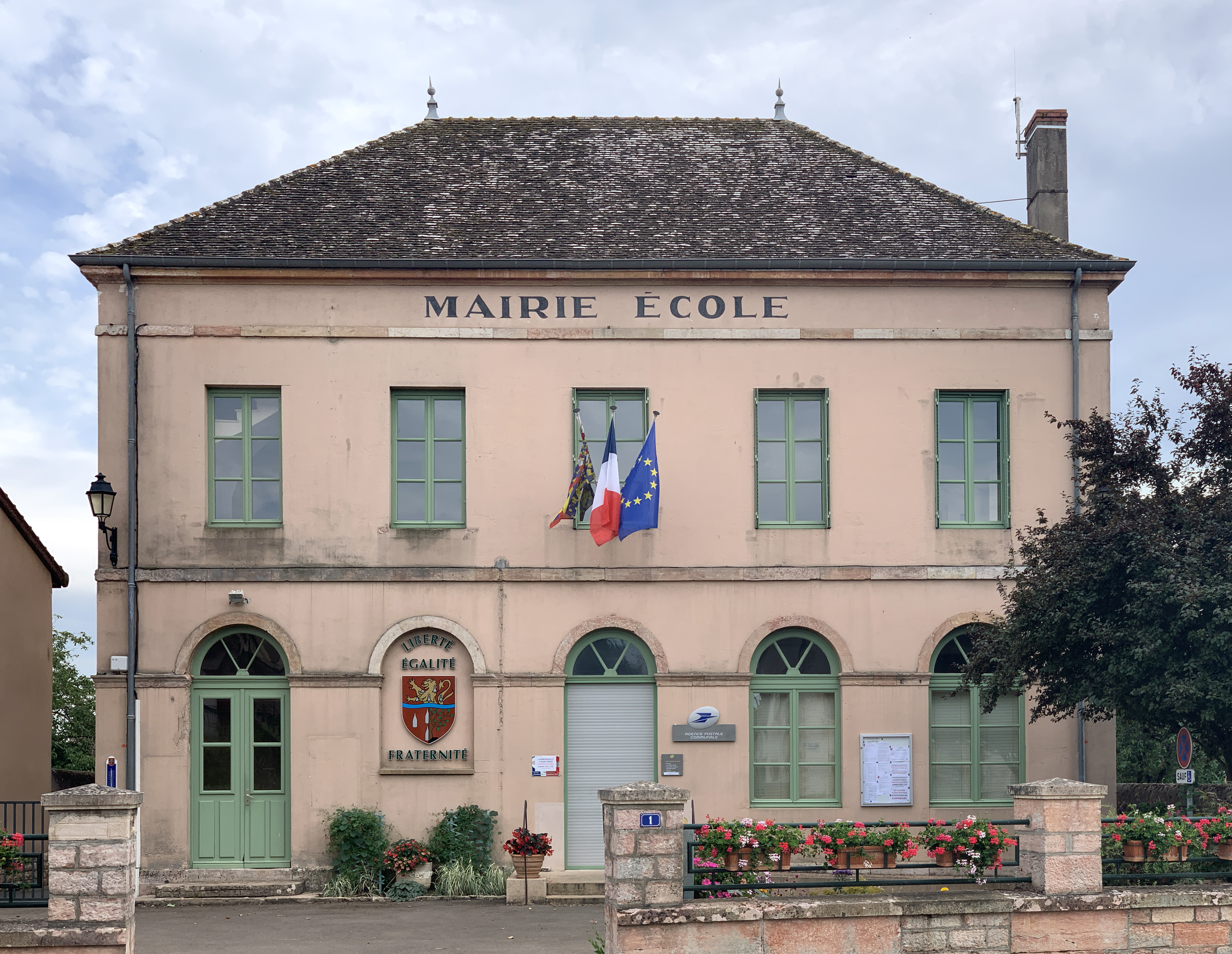
Mairie.

| Période                                  | Période   | Identité           | Étiquette | Qualité |
| ---------------------------------------- | --------- | ------------------ | --------- | ------- |
| 1790                                     | inconnue  | François Cotessard |           |         |
| mars 2001                                | mars 2014 | Henri Grosjean     |           |         |
| mars 2014                                | juin 2017 | Patrick Flochon    |           |         |
| septembre 2017                           | en cours  | Xavier Ioos        |           |         |
| Les données manquantes sont à compléter. |           |                    |           |         |

## Population et société

### Démographie
L'évolution du nombre d'habitants est connue à travers les recensements de la population effectués dans la commune depuis 1793. Pour les communes de moins de 10 000 habitants, une enquête de recensement portant sur toute la population est réalisée tous les cinq ans, les populations de référence des années intermédiaires étant quant à elles estimées par interpolation ou extrapolation. Pour la commune, le premier recensement exhaustif entrant dans le cadre du nouveau dispositif a été réalisé en 2005.

En 2022, la commune comptait 583 habitants, en évolution de +7,17 % par rapport à 2016 (Saône-et-Loire : −1,06 %, France hors Mayotte : +2,11 %).
| 1793  | 1800  | 1806  | 1821  | 1831  | 1836  | 1841  | 1846  | 1851  |
| ----- | ----- | ----- | ----- | ----- | ----- | ----- | ----- | ----- |
| 1 341 | 1 386 | 1 440 | 1 575 | 1 637 | 1 569 | 1 516 | 1 569 | 1 544 |

| 1856 | 1861 | 1866 | 1872 | 1876 | 1881 | 1886 | 1891 | 1896 |
| ---- | ---- | ---- | ---- | ---- | ---- | ---- | ---- | ---- |
| 865  | 808  | 830  | 878  | 848  | 828  | 802  | 742  | 751  |

| 1901 | 1906 | 1911 | 1921 | 1926 | 1931 | 1936 | 1946 | 1954 |
| ---- | ---- | ---- | ---- | ---- | ---- | ---- | ---- | ---- |
| 726  | 726  | 688  | 613  | 617  | 556  | 520  | 541  | 481  |

| 1962 | 1968 | 1975 | 1982 | 1990 | 1999 | 2005 | 2006 | 2010 |
| ---- | ---- | ---- | ---- | ---- | ---- | ---- | ---- | ---- |
| 440  | 434  | 451  | 454  | 509  | 557  | 550  | 549  | 562  |

| 2015 | 2020 | 2022 | - | - | - | - | - | - |
| ---- | ---- | ---- | - | - | - | - | - | - |
| 548  | 577  | 583  | - | - | - | - | - | - |

À noter que la baisse importante de population entre 1851 et 1856 s'explique par le détachement du hameau de Lacrost qui est devenu une commune indépendante en 1853.

### Enseignement
La commune est rattachée à l'académie de Dijon.

## Économie
Malgré le très faible nombre de commerces (1 boulangerie), le village prospère, passant d'environ 400 habitants dans les années 1980 à environ 600 dans les années 2000. Cette croissance permit de conserver son école primaire.

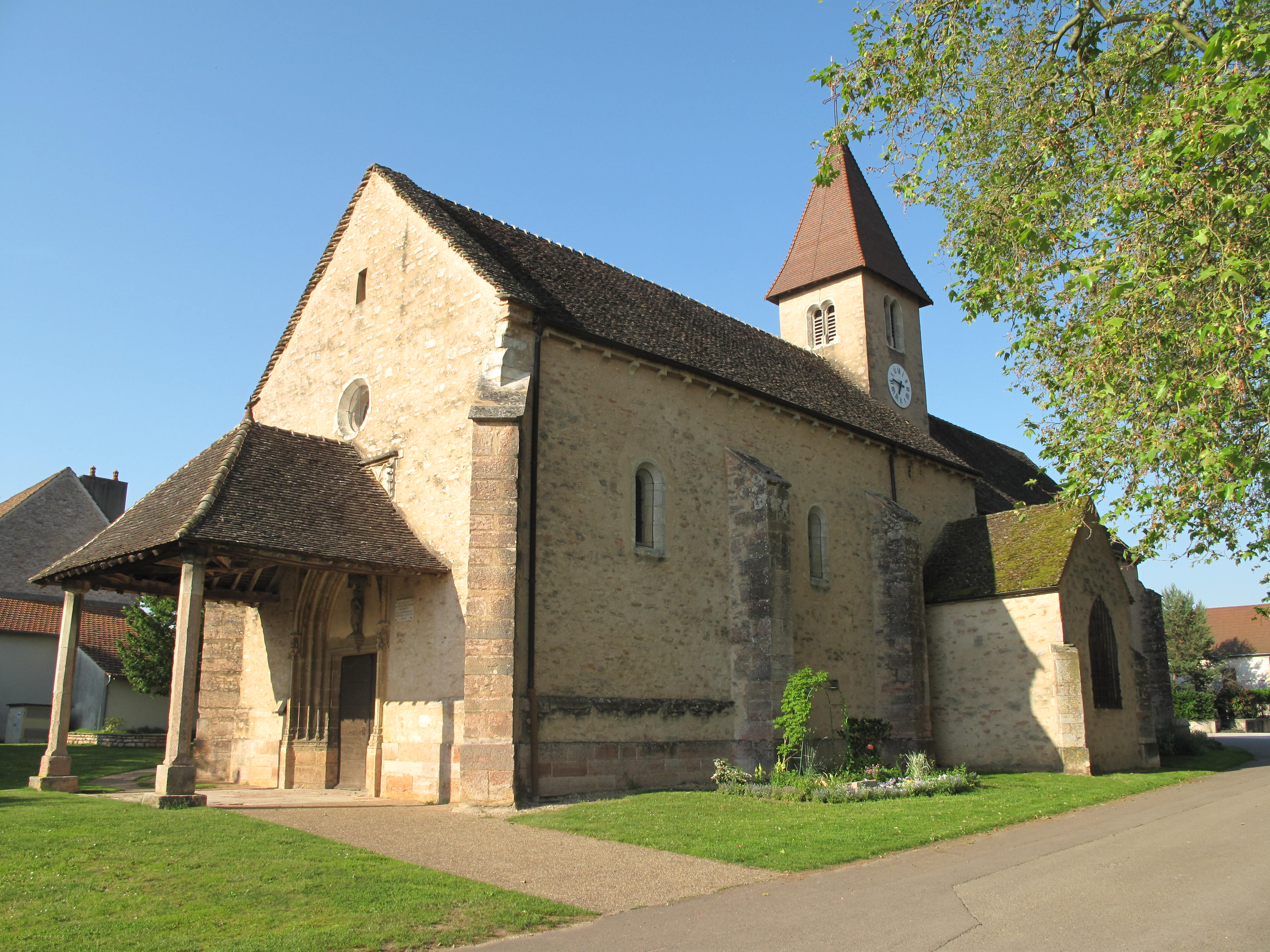
L'église Notre-Dame.

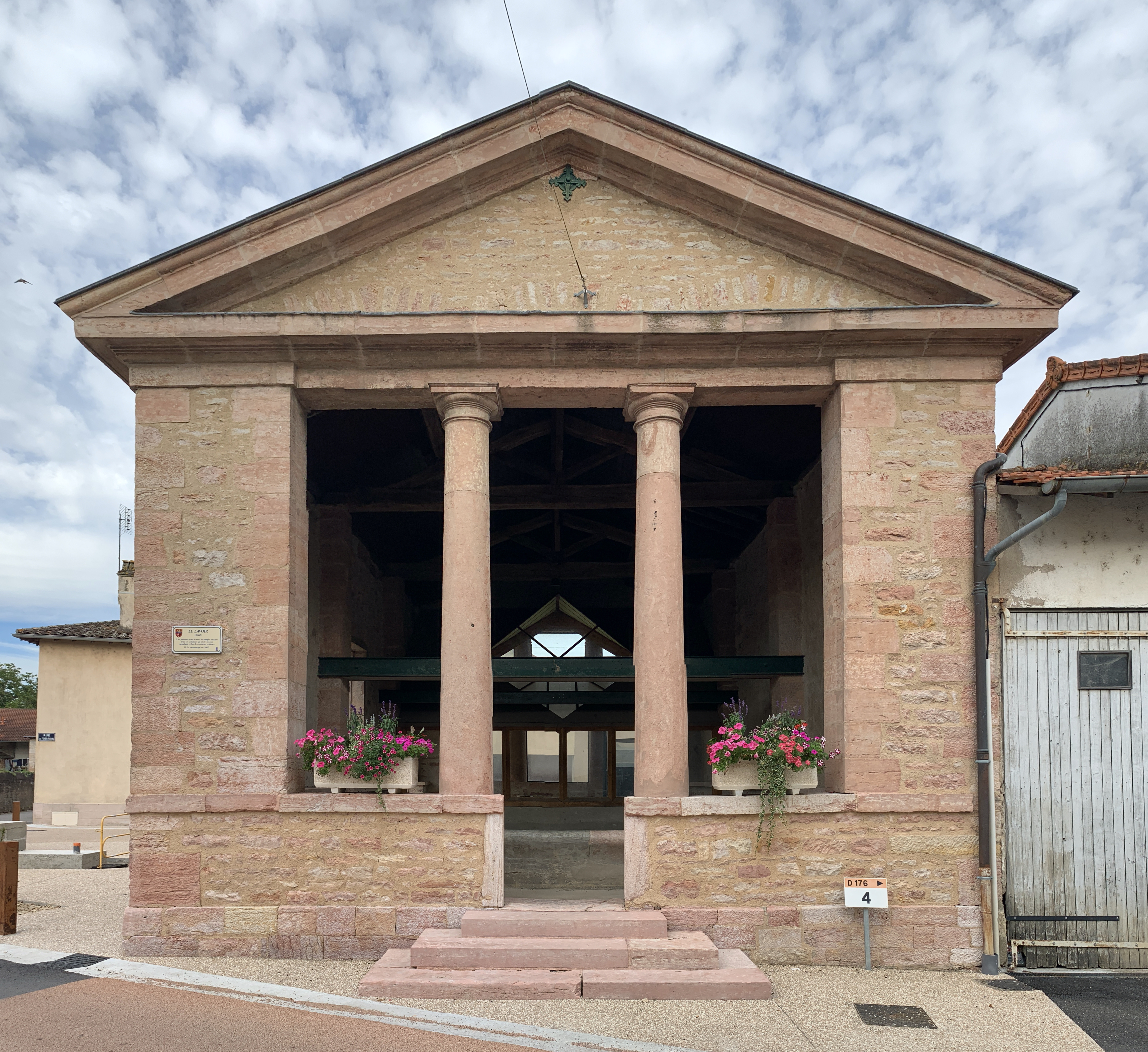
Le lavoir en forme de temple grec.

## Culture locale et patrimoine

### Lieux et monuments
- L'église Notre-Dame, construite au XVe siècle sur l'emplacement d'une église détruite par les troupes de Maximilien d'Autriche. Elle a pour particularité de disposer d'une clef de voûte représentant une composition relativement rare : Dieu le Père portant le Christ en croix (ou « trône de grâce »)[27]. Au sommet de son clocher se trouve un coq installé à l'automne 1992[réf. nécessaire].
- Préty possède, près de l'église, un platane monumental bicentenaire, au port équilibré mettant en valeur le carrefour au milieu duquel il se trouve[28]. Il aurait été planté en 1801 à la place d'un orme de justice pour fêter le Concordat qui vit le retour des prêtres après la Révolution (hauteur : 34 m ; périmètre du tronc : 5,7 m ; diamètre du feuillage : 36 m)[29].
- Trois manoirs, dont une magnifique propriété du XVIIIe siècle disposant de dépendances louées comme gîtes et chambres d'hôtes.
- Un lavoir construit en grès par 1838 par l'architecte Vaillant en forme de temple grec.

### Personnalités liées à la commune
- L'abbé Léon Ravenet, curé de Préty (futur curé-archiprêtre de Lugny et chanoine de Saint-Lazare d'Autun), auteur avec Gabriel Jeanton de L'ancienne paroisse de Préty en Mâconnais (Librairie Adolphe Miège, Tournus, 1903).

### Héraldique
| Blason de Préty | Blason  | Coupé : au 1er de gueules au lion d'or herminé d'argent, au 2e mi-parti au I de gueules à quatre bouteilles d'argent ordonnées en losange et au II de gueules à l'arbre au naturel terrassé de sinople ; à la divise ondée d'azur brochant sur le coupé. |
| Blason de Préty | Détails | Le statut officiel du blason reste à déterminer. |

## Pour approfondir